# Anaglyphula
Anaglyphula is een geslacht van weekdieren uit de klasse van de Gastropoda (slakken).

## Soorten
- Anaglyphula cancellata Rensch, 1932
- Anaglyphula sauroderma Vermeulen, Liew & Schilthuizen, 2012
- Anaglyphula tiluana (Möllendorff, 1897)
- Anaglyphula whitteni Vermeulen, 1996